# Herb Ohta
Herbert Ichiro Ohta (Havaí, 1934), mais conhecido como Herb Ohta, ou ainda Ohta-san, é um ukulelista havaiano com ascendência nipônica. Introduzido no Ukulele Hall of Fame em 2006, Ohta é reconhecido por muitos como o ukulelista mais diversificado do mundo, já que suas músicas transitam por vários gêneros como música pop, música romântica, jazz, música havaiana tradicional e com orquestras.
No Japão e em outros países asiáticos, ele é conhecido como "Ohta-san", mostrando como ele era respeitado naqueles países.
Uma curiosidade a seu respeito é que ele deu aulas de ukulele para Roy Sakuma, que fundou o Festival Anual de Ukulele Havaiano.

## Biografia
Ohta era um menino quando sua mãe lhe ensinou os três primeiros acordes no ukulele. Ele entrou em um concurso amador aos 9 anos e ganhou o primeiro prêmio de $ 10. Três anos depois conheceu na praia Eddie Kamae, na época considerado o melhor ukulelista do mundo, e tornou-se seu aluno.
Fluente em japonês, durante a Guerra da Coréia de 1953 a 1963 , ele serviu na Coréia do Sul e no Japão por cerca de 11 anos como intérprete do comandante do Corpo de Fuzileiros Navais dos EUA. Enquanto trabalhava no Japão como intérprete, Ohta fez suas primeiras gravações e tocou em vários eventos. Ele foi um convidado no Ed Sullivan Show em 1955.

### Carreira
Em 1964 conseguiu um hit com o single Sushi e assinou um contrato de cinco anos com a Decca Records.
A primeira colaboração de Herb Ohta e Andre Popp foi lançada nos Estados Unidos pela A&M Records. O álbum intitulado "Song For Anna", foi lançado em 1973 e vendeu mais de 6 milhões de cópias internacionalmente. O single "Song For Anna" alcançou a posição 12 na Austrália. O ukulele tornou-se uma voz combinada e solo com as orquestrações que apelavam para o lado romântico da música. O álbum foi seguido por outro intitulado "Feelings" em 1975. Ele gravou vários álbuns do tradicional havaiano ao clássico, pop e outros gêneros.
A partir da segunda metade da década de 1980, ele começou a visitar o Japão quase todos os anos, provocando o segundo boom do ukulele naquele país.
Em 2001, Herb Ohta juntou forças com Lyle Ritz e lançou um álbum intitulado "Night of Ukulele Jazz Live at McCabe's". Os dois eram considerados artistas de ponta, mas conseguiram se perder por décadas, embora ambos conhecessem as obras do outro. Ambos tocaram Martin Ukuleles para a gravação, Ohta tocando um tamanho padrão e Ritz um tenor, que ele desligou com um tenor Ko'olau.

## Discografia
- Soul Time in Hawaii, 1966
- Ohta-San's Pacific Potpourri, 1970
- Song For Anna, 1973 - AUS #55[6]
- Feelings, 1975
- The Wonderful World of the Ukulele, JVC, 2000
- Night of Ukulele Jazz Live at McCabe's (Lyle Ritz & Herb Ohta), 2001
- Bodysurfing, Roy Sakuma Productions, 2004 ASIN: B000GAPM52
- Swing Time Ohta-San Ukulele Jazz Best Selection, with Herb Ohta, JVC Japan, 2004 ASIN: B00024Z6NA
- Ukulele Bossa Nova (tribute to Antonio Carlos Jobim), Victor Entertainment, Inc., 2007 ASIN: B002OY7OXQ
- Cool Touch- Ohta-San "Herb Ohta" Melodies Vol. 2
- Autumn Leaves, with Lyle Ritz, Victor Entertainment, Inc., 2005  ASIN: B002OY9K5G
- Bach: Ukulele Bach, 2010
- Ukulele Legacy - Herb Ohta,Jr. & Ohta-San, 2012
- The Strains of the Ohta-san's Ukulele SIDE A, 2015
- The Strains of the Ohta-san's Ukulele SIDE B, 2015
- Herb Ohta with Friends Images of Hawaii Vol. 1, 2015
- Herb Ohta with Friends Images of Hawaii Vol. 2, 2015